# 高原蝮
高原蝮（学名：Gloydius strauchii）为蝰科亚洲蝮属的爬行动物，俗名雪山蝮、麻蛇。在中国大陆，分布于四川、云南、西藏、陕西、甘肃、青海、宁夏等地，一般生活于高山高原草原地区以及多出没于有乱石堆处。其生存的海拔上限为4321米。该物种的模式产地在青海长江上游、四川。

## 亚种
- 高原蝮指名亚种（学名：Gloydius strauchii strauchii），Bedriaga于1912年命名。在中国大陆，分布于横断山中段以北广大范围等地。[2]

## 保护
本种于2023年被收录入《有重要生态、科学、社会价值的陆生野生动物名录》。